# مرادلی
مرادلی (به ترکی استانبولی: Muratlı) شهری است در کشور ترکیه که در استان تکیرداغ واقع شده‌است. جمعیت این شهر بر اساس سرشماری سال ۲۰۰۸ میلادی ۱۹٬۱۳۸ نفر و بر اساس برآوردهای سال ۲۰۰۹ میلادی ۱۹٬۳۶۱ نفر می‌باشد.